# 호명초등학교 (경북)
호명초등학교(虎鳴初等學校)는 대한민국 경상북도 예천군 호명읍에 있는 공립 초등학교이다. 예천남부초등학교 분교장을 거쳐 폐교된 후, 2019년 3월 1일에 호명초등학교로 재개교하였다.

## 학교 연혁
- 1934년 9월 10일 : 호명공립보통학교 개교 (설립인가 8월 26일)
- 1938년 4월 1일 : 호명공립심상소학교로 개정
- 1941년 4월 1일 : 호명공립국민학교로 개정
- 1996년 3월 1일 : 호명초등학교로 교명 개칭
- 1999년 9월 1일 : 예천남부초등학교 분교장으로 편입
- 2000년 3월 1일 : 폐교, 예천남부초등학교 본교로 병합
- 2016년 4월 19일 호명초등학교 인가(34학급: 일반 30, 특수 1, 유치원 3학급)
- 2019년 3월 1일 : 경상북도청신도시에 호명초등학교로 재개교 및 병설유치원 개원. 초등 29학급(특수 1), 유치원 8학급 편성.
- 2019년 9월 1일 초등 30학급, 유치원 8학급 편성.
- 2022년 9월 30일 교실(16개) 증축 기념식
- 2022년 11월 30일 교육부 요청 경북교육지원청 지정 정책연구학교(AI수학) 종결 보고회
- 2023년 3월 1일 교육과정 선도학교, 인공지능(AI) 선도학교, 늘봄학교 운영
- 2024년 2월 7일 제5회 졸업(졸업생: 174명, 총 659명)
- 2024년 3월 1일 초등 58학급(특수 1), 유치원 4학급 편성
- 2024년 9월 1일 제3대 이성태 교장선생님 부임
- 2025년 2월 7일 제6회 졸업(졸업생: 202명, 총 861명)
- 2025년 3월 1일 경상북도교육청 지정 시범학교 지정. 초등 58학급(특수 1학급 포함), 유치원 4학급 편성.